# 헨드릭 브라우어르

헨드릭 브라우워

헨드릭 브라우어르(Hendrik Brouwer, 1581년~1643년 9월)는 네덜란드의 해양 탐험가이다.

## 생애
1932년 네덜란드 동인도회사의 총독(governor-general)이 되었다. 1611년 브라우어르는 남아프리카에서 자바에 이르는 브라우어르 항로를 개발하여 로어링 포티즈의 강한 편서풍을 통해 항해 기간을 단축하였다. 1643년 총독에서 물러나 황금 채굴권을 손에 넣기 위해 개인자격으로 페루의 부왕(副王, viceroy)을 공격했다. 계획에 따르면 그들은 칠레 발디비아 폐허에 전초기지를 세우기로 되어있었다. 함대는 나소의 존 모리스가 총독으로 있는 네덜란드령 브라질로 갔고, 모리스는 그에게 배와 보급품을 제공했다. 하지만 브라우어르는 발디비아에 도착하기 전에 사망하고, 나소의 모리스는 그의 사망을 예견하여 엘리아스 헤르크만(Elias Herckman)이 뒤를 잇도록 밀지를 보냈다. 헤르크만은 발디비아에 1년도 머무르지 못했다.